# Warwickshire
Grevskabet Warwickshire (udtales worrickshur eller worricksheer) er omgivet af land i det centrale England. Administrationsbyen (county town) er Warwick. Det moderne Warwickshire er meget forskelligt fra det historiske. Warwickshire forkortes sædvanligvis Warks eller Warwicks.
Warwickshire er måske mest kendt som fødestedet for William Shakespeare (Stratford-upon-Avon). Grevskabet har også produceret andre litterære personligheder som George Eliot (nær Nuneaton), Rupert Brooke (Rugby) og Michael Drayton (Hartshill). Selv om J. R. R. Tolkien ikke er født i Warwickshire, boede han som barn i en landsby ved navn Sarehole, inden han flyttede til Birmingham.

## Geografi
Warwickshire grænser mod nordvest til West Midlands (dannet under den kommunale reform af 1974) og Staffordshire, mod nordøst til Leicestershire, mod øst til Northamptonshire, mod syd til Oxfordshire, mod sydvest til Gloucestershire og mod vest til Worcestershire.
De største byer i Warwickshire med indbyggertal i parentes for 2004: Nuneaton (77.500), Rugby (62.700), Leamington Spa (45.300) og Bedworth (32.500).
Størstedelen af befolkningen i Warwickshire bor i grevskabets nordlige og centrale del. Det nordlige Warwickshire i byer som Atherstone, Nuneaton, Bedworth og Rugby har traditionel industri, som inkluderer/inkluderede kulminedrift, tekstil, cementproduktion, og maskinfabrikker.
I det centrale og vestlige Warwickshire ligger de blomstrende byer Leamington Spa, Warwick, Kenilworth og Stratford-upon-Avon. Den sydlige del er landlig og tyndt befolket, den eneste større by i syd er Shipston-on-Stour.
Den sydlige udkant af Warwickshire inkluderer et lille område af Cotswolds, og det højeste punkt er Ebrington Hill 261 m.
Historisk var det meste af det vestlige Warwickshire, inklusiv området, som nu er en del af Birmingham og West Midlands, dækket af den forgangne Arden Skov (Det meste er fældet til brug som brændsel under industrialiseringen mellem det 17. og 19. århundrede). Af samme grund indgår "-in-Arden" i det nordvestlige af Warwickshire i flere stednavne.

### Historiske grænser
I det oprindelige grevskab Warwickshire indgik Coventry, Solihull og det meste af Birmingham. Ved den efterfølgende kommunalreform i 1974 blev disse en del af West Midlands.
Siden 1986 har Birmingham, Coventry og Solihull haft selvstyre, men har beholdt deres legale del af West Midlands.
Nogle organisationer såsom Warwickshire County Cricket Club med base i Edgbaston i Birmingham følger stadig de historiske grænser.
Coventry ligger faktisk midt i det centrale Warwickshire og har stadig stærke bånd til grevskabet. Coventry og Warwickshire betragtes til tider som et enkelt område og har fælles NHS trust og andre institutioner.
Coventry har en gang tidligere i sin historie ikke været en del af Warwickshire. I 1451 var Coventry adskilt fra Warwickshire og blev et selvstændigt grevskab med egne rettigheder kaldet County of the City of Coventry. I 1842 blev grevskabet Coventry nedlagt, og Coventry blev genforenet med Warwickshire.
Byen Tamworth var historisk delt mellem Warwickshire og Staffordshire, men indgik siden 1888 helt i Staffordshire.
I 1931 fik Warwickshire byen Shipston-on-Stour fra Worcestershire samt flere landbyer som Long Marston fra Gloucestershire.

## Byer og Stednavne
- Alcester, Atherstone
- Bedworth, Bulkington
- Coleshill
- Henley-in-Arden
- Kenilworth, Kingsbury
- Leamington Spa
- Nuneaton
- Polesworth
- Rugby
- Shipston-on-Stour, Southam, Stratford-upon-Avon, Studley
- Warwick, Wellesbourne, Whitnash

## Seværdigheder
- Arbury Hall
- The Belfry
- Burton Dassett Hills
- Compton Wynyates
- Coombe Abbey
- Coventry Canal
- Draycote Water
- Grand Union Canal
- James Gilbert Rugby Football Museum
- Kenilworth Castle
- Kingsbury Water Park
- Ladywalk Reserve
- Lunt Fort
- Lord Leycester's Hospital
- Mary Arden's House
- Oxford Canal
- Ragley Hall
- River Avon
- Rollright Stones
- Rugby Art Gallery and Museum
- Rugby School
- Warwick Castle
- University of Warwick

52°20′N 1°35′V / 52.333°N 1.583°V
|  | Infoboks uden skabelon Denne artikel har en infoboks dannet af en tabel eller tilsvarende. |